# Babinac (Bośnia i Hercegowina)
Babinac (cyr. Бабинац) – wieś w Bośni i Hercegowinie, w Republice Serbskiej, w gminie Kozarska Dubica. W 2013 roku liczyła 138 mieszkańców.